# Friedrich-Wöhler-Gymnasium Singen
Das Friedrich-Wöhler-Gymnasium (kurz: FWG) in Singen (Hohentwiel) ist ein allgemeinbildendes Gymnasium. Es ist nach dem deutschen Chemiker Friedrich Wöhler benannt, der eine verbesserte Reduktionsmethode zur Herstellung von reinem Aluminium entwickelt hat. Diese spielt in Singen insoweit eine Rolle, als dass die Aluminiumherstellung in Singen von wirtschaftlicher Bedeutung ist. Es befindet sich im Münchried-Schul- und Sportgelände an der Radolfzeller Aach. Es werden etwa 1200 Schüler von etwa 80 Lehrkräften unterrichtet.

## Geschichte
Sechs Jahre nach dem Beschluss des Singener Gemeinderates im April 1966, ein zweites Gymnasium in Singen zu errichten, begann 1972 mit 849 Schülern in 27 Klassen der Unterricht. Bereits 1974 und 1979 musste das Gebäude erweitert werden.

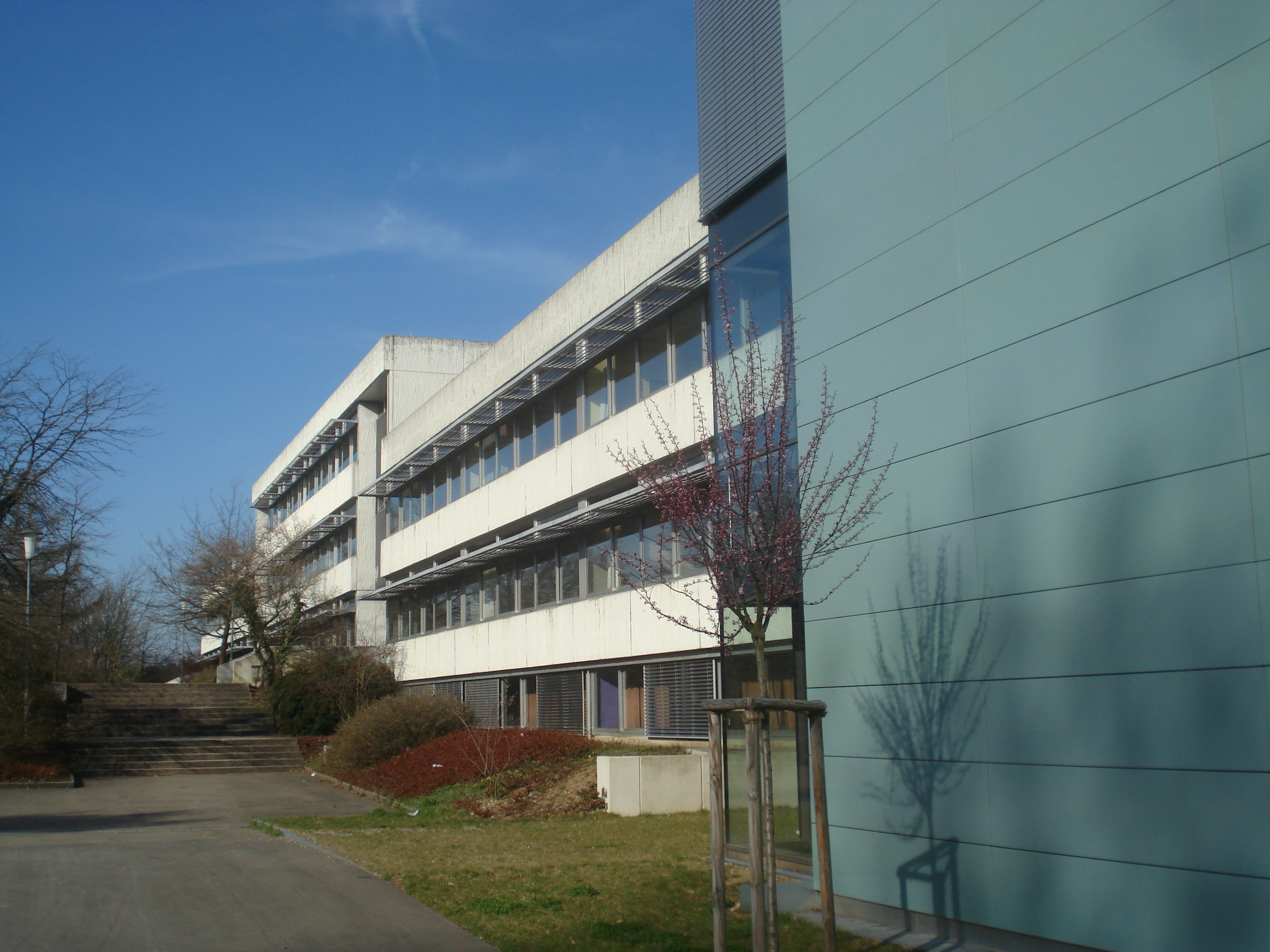
Das „alte“ Hauptgebäude von Südosten her gesehen. Im Vordergrund ein Teil des modernen Anbaus.

## Schulleiter
- 1972–1976: Harald Schmid
- 1976–1999: Hans Zimmermann
- 1999–2006: Dieter Forster
- 2006–2016: Horst-Dieter Scheu
- seit 2016: Sabine Beck

## Sprachenfolge
Das Friedrich-Wöhler-Gymnasium führt in acht Jahren zum Abitur (G8). Die Sprachenfolge im achtjährigen Gymnasium lautet:
1. Englisch/Englisch bilingual
2. Französisch/Latein
3. Italienisch/Naturwissenschaft und Technik/Sport/IMP

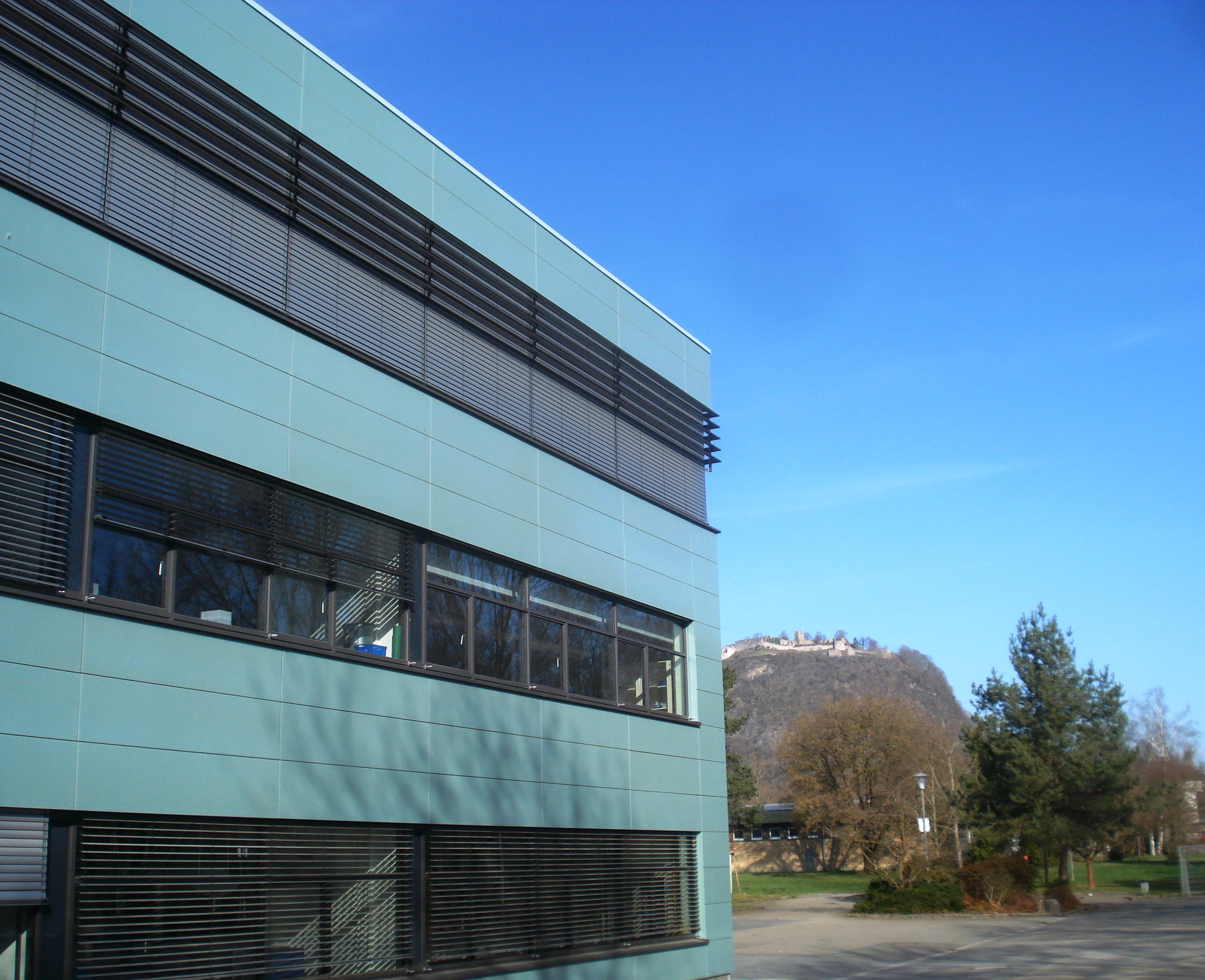
Moderner Anbau mit dem Hohentwiel im Hintergrund

## Partnerschaften/Schüleraustausch
Am Friedrich-Wöhler-Gymnasium fand über mehr als vier Jahrzehnte ein Schüleraustausch mit Fontenay-le-Comte (Frankreich) statt. Nachdem der Deutschunterricht an dieser französischen Partnerschule leider eingestellt worden ist, gibt es eine neue französische Partnerschule in Grenoble (für Schüler der Klassenstufe 8). Weitere Kontakte: Pavia (Italien; Klassenstufe 10), und Ballarat (Australien; Klassenstufe 9 und 10).

## Ausstattung
Die Schule verfügt über drei Computerarbeitsräume, moderne elektronische Tafeln in allen Unterrichtsräumen und Schulnetzwerkanschlüsse mit Wlan in allen Zimmern.
Im Schulgebäude wurde aufgrund des zunehmenden Nachmittagsunterrichts eine Mensa eingerichtet. Auf dem Dach des Gymnasiums ist eine Solaranlage installiert. Für die Förderung dieser Solaranlage erhielt die Firma solarcomplex den Aesculap-Umweltpreis 2003.

## Einzugsgebiet
Zusammen mit dem Hegau-Gymnasium in Singen und dem neu gegründeten Engener Gymnasium deckt das Friedrich-Wöhler-Gymnasium den gesamten Hegau von Jestetten bis Aach ab.

## Persönlichkeiten
- Christian Ante (* 1978), Kommunalpolitiker, Landrat des Landkreises Breisgau-Hochschwarzwald (Schüler, Abitur 1997)
- Hendrik Auhagen (* 1951), Politiker (Lehrer)
- Julia Bamberg (* 1983), Radiomoderatorin (Schülerin)
- Susanne Baumann (* 1965), Diplomatin, Staatssekretärin im Auswärtigen Amt (Schülerin, Abitur 1984)
- Nicola Brauch (* 1969), Professorin an der Ruhr-Universität Bochum (Lehrerin)
- Saskia Frank (* 1987), Politikerin (Schülerin)
- Torsten Haß (* 1970), Bibliothekar und Schriftsteller (Schüler)[2]
- Bernd Häusler (* 1966), Oberbürgermeister von Singen (Schüler)
- Lars Uwe Höltich (* 1968), TV-Producer (Schüler)
- Birgit Homburger (* 1965), Politikerin (Schülerin, Abitur 1984)
- Carolin Niemczyk (* 1990), Sängerin von Glasperlenspiel (Schülerin, Abitur 2010)
- Klaus Tafelmeier (* 1958), ehemaliger Leichtathlet und Olympiateilnehmer (Schüler)
- Ralf T. Vögele (* 1963), Professor für Phytopathologie (Schüler, Abitur 1983)

## Arbeitsgemeinschaften
Das Angebot an Arbeitsgemeinschaften (AGs) umfasst unter anderem Theater, Pfiffikus-Orchester, Concerto Wöhler, Big-Band, Unterstufenchor, Mittel- und Oberstufenchor, Bühnenbild, Schulhaus-Gestaltung, Streitschlichter, Sanitäter, Kunst, Turnen, Astronomie und die Schülerzeitung „Tintenfass“, Bienen AG, Garten AG.

## Ehrungen
Das Friedrich-Wöhler-Gymnasium trägt die Bezeichnung Partnerschule für Europa. Bei der Verleihung der Auszeichnung JuniorBotschafter des Jahres am 12. Juni 2006 durch die UNICEF waren etwa 140 Schüler der Schule unter den Preisträgern für das Theaterstück African Jigsaw. Mit diesem Theaterstück warben sie für das UNICEF-Projekt Schulen für Afrika und konnten hierfür 5000 Euro sammeln. Für das Musical erhielt das FWG den Anerkennungspreis des Singener Kulturvereins.
Das Friedrich-Wöhler-Gymnasium wurde am 5. Juli 2011 im Haus der Wirtschaft in Stuttgart als MINT-(Mathematik-Informatik-Naturwissenschaften-Technik) freundliche Schule ausgezeichnet.
Die Theater- und Musicalproduktion „One Sun One World“ erhielt 2013 Agenda Preis der Stadt Singen und im Jahr 2014 den Deutschen Klimapreis der Allianz Umweltstiftung: Anerkennungspreis. Im Jahr 2014 erhielt die Kunst AG des Friedrich-Wöhler-Gymnasiums den Förderpreis des „Kulturförderkreis Singen Hegau“. 2018 konnte anschließend auch die FWG-Bigband den Förderpreis des „Kulturförderkreis Singen Hegau“ erhalten.